# Goniophysetis actalellus
Goniophysetis actalellus är en fjärilsart som beskrevs av Pierre E.L. Viette 1960. Goniophysetis actalellus ingår i släktet Goniophysetis och familjen Crambidae. Inga underarter finns listade i Catalogue of Life.